# Собор Святейшего Сердца Иисуса (Ташкент)
Собор Святейшего Сердца Иисуса — католический храм в Ташкенте (Узбекистан). Кафедральный собор Апостольской администратуры Узбекистана. Располагается по адресу: ул. Махтумкули, 80/1 (ориентир: старый ТашМИ, напротив Экопарка).

## История
Строительство католического храма в Ташкенте было начато в 1912 году по инициативе священника Иустина Бонавентуры Пранайтиса по проекту известного польского архитектора Людвика Панчакевича. Рабочими на строительстве костёла первоначально были солдаты-католики, служившие в Ташкенте, позднее строителями были военнопленные, содержавшиеся под Ташкентом, среди которых были высококвалифицированные инженеры, скульпторы и каменщики. После смерти Пранайтиса в 1917 году строительство продолжалось под руководством католического священника Болеслава Рутениса. После революции и прихода к власти в Ташкенте большевиков строительство было приостановлено в основном из-за недостатка средств на строительство.
С 1925 года по 1976 год в недостроенном храме размещались различные предприятия, а также общежитие и склад. За весь период, пока храм был использован не по назначению, все скульптуры, находящиеся в нём, были или разворованы или разрушены.
В 1976 году после решения властей о реставрации здания, оно было отреставрировано и передано на баланс Министерству культуры УзССР. В 1981 году здание костёла было объявлено архитектурно-историческим памятником Узбекистана.
В 1992 году по решению властей Республики Узбекистан здание собора было передано католическому приходу Ташкента. В 1993 году началась полная реставрация здания костёла под руководством архитектора Сергея Адамова и инженера Александра Пономарёва. С 1991 по 2005гг (с перерывом с 2001 по 2003гг) римско-католический приход возглавлял о. Кшиштоф Кукулка, францисканец из Польши, назначенный ординарием храма «Missio sui iuris» в Узбекистане Папой Иоанном Павлом II.
22 октября 2000 года здание возрожденного собора Святейшего Сердца Иисуса было освящено архиепископом Марианом Олесем — Апостольским нунцием в Казахстане и Средней Азии с 1994 по 2001 годы. В 2005 году Папа Иоанн Павел II повысил статус храма до звания Апостольской Администратуры и назначил её первым епископом Ежи Мацулевича, который прибыл из Рима.
В настоящее время воскресные мессы в храме ведутся на четырёх языках: английском, русском, корейском и польском.
В данный момент при храме служат 3 священника-монаха францисканца и епископ Апостольской Администратуры храма в Узбекистане, о. Ежи Мацулевич, где и располагается его епископская кафедра.

## Уникальный интерьер собора

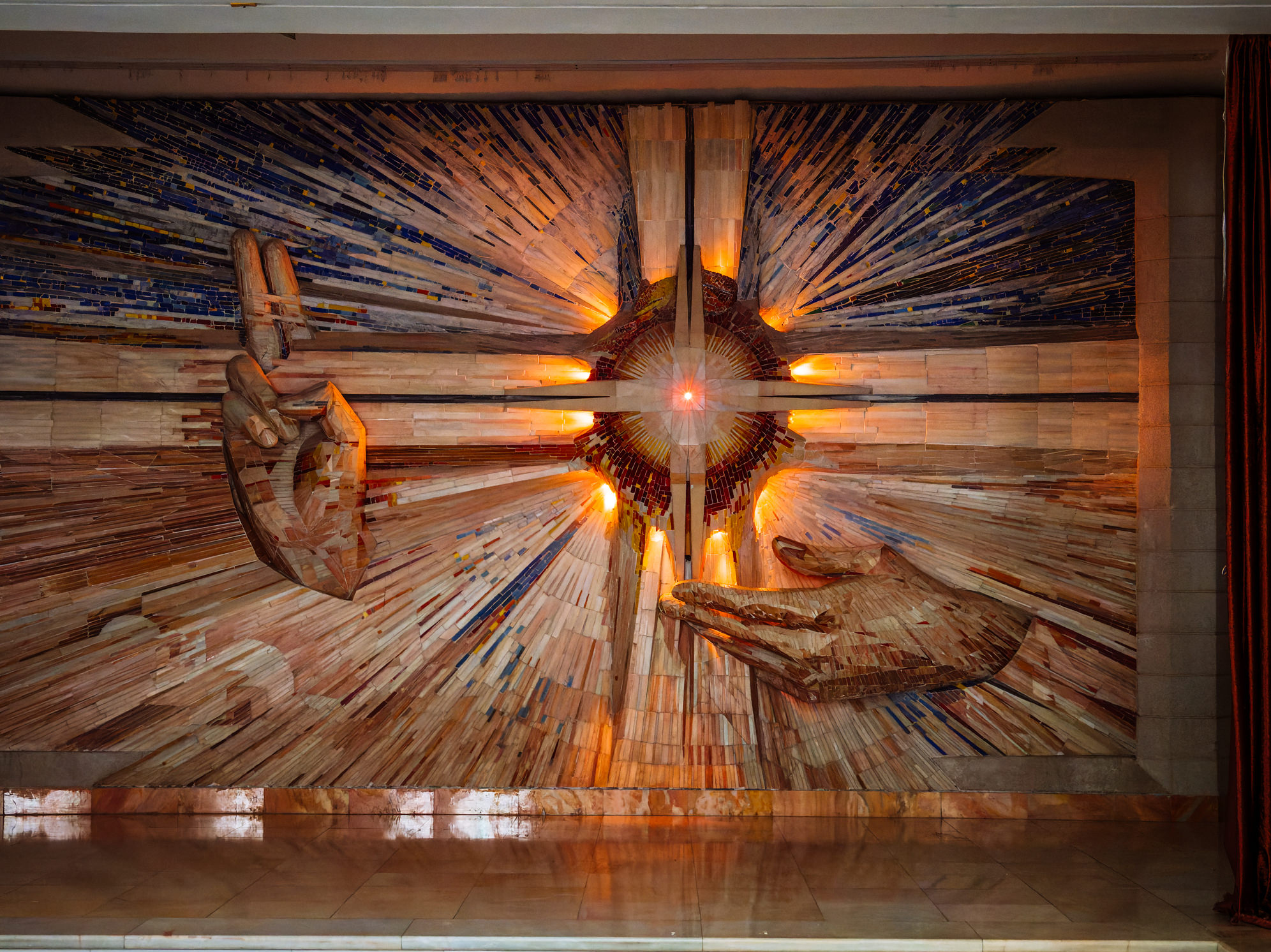

Облицовка мрамором и гранитом придает залам особую торжественность. Двери и эксклюзивная мебель изготовлены из ценных пород дерева. Входные ворота в крипту, прекрасные люстры в главном зале, оригинальные светильники, подсвечники, канделябры, оконные решетки в готическом стиле, дверные навесы и ручки, лестничные ограждения — авторская работа прихожанина — кузнеца Владимира Пилипюка.
Крипта-часовня — самое старое помещение, построенные до 1916 года. В ней проводится святая месса в будние дни.
Зал св. Иоанна Павла II назван в честь Святейшего Папы Римского (1978—2005 гг.), внесшего огромный вклад в дело возрождения католичества в Узбекистане. Здесь проводятся встречи и лекции.
Зал св. Антония Падуанского — самый большой зал на первом этаже. Его украшает мозаичное панно, символизирующее тайну Святейшего Сердца Иисуса, и статуя св. Антония Падуанского (художник Г. Адамов).

### Галерея

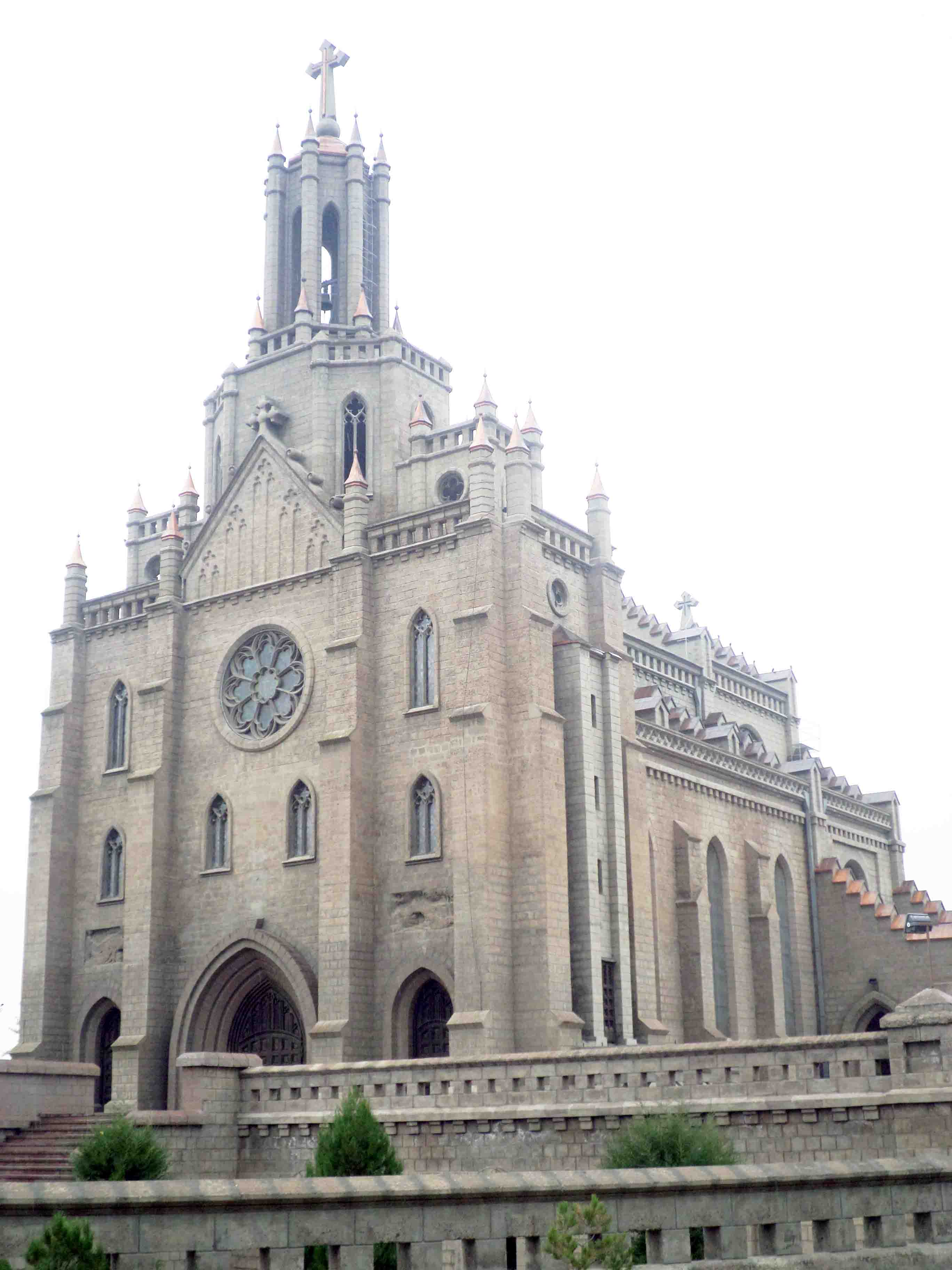
Фасад собора
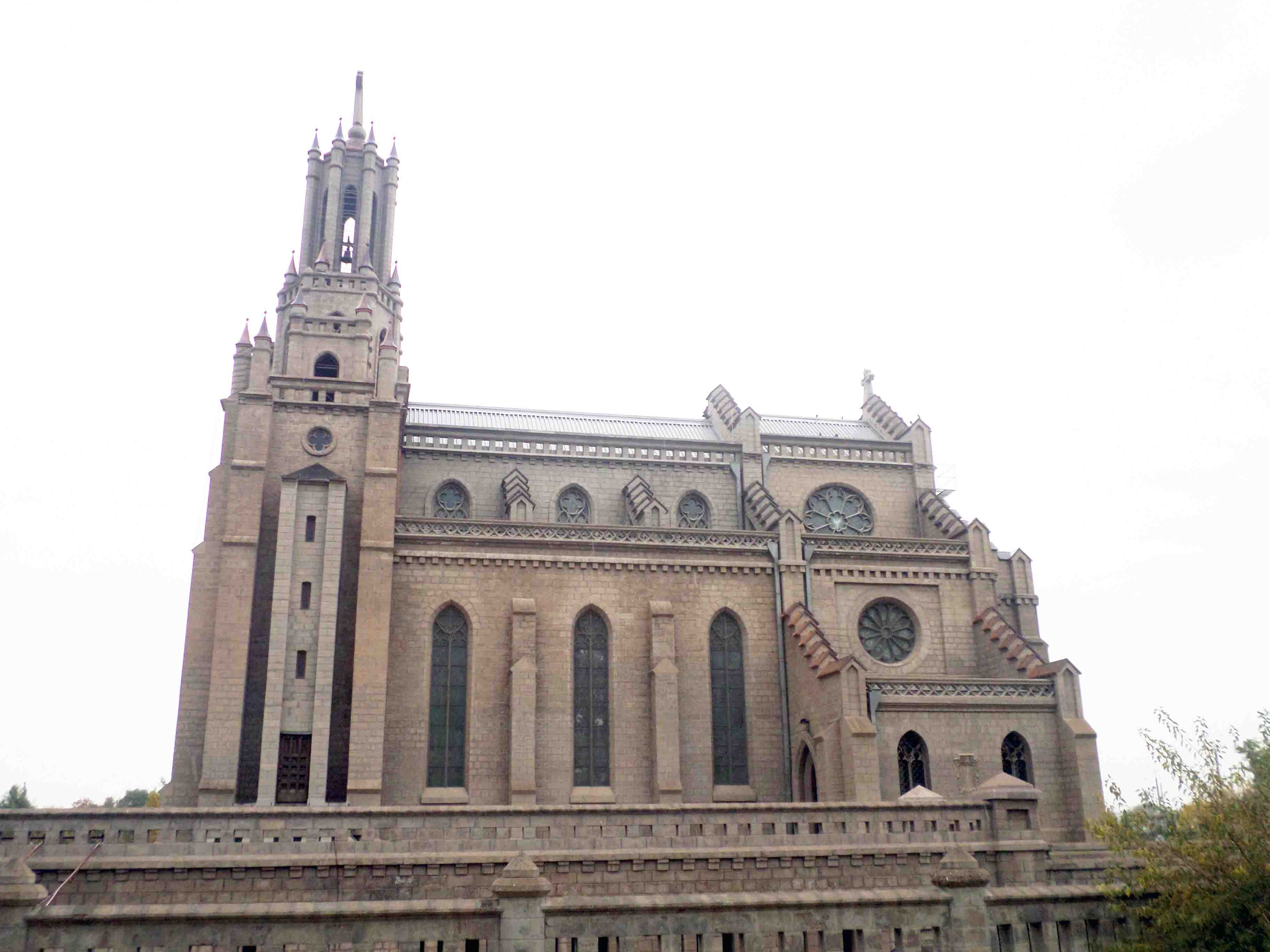
Вид сбоку
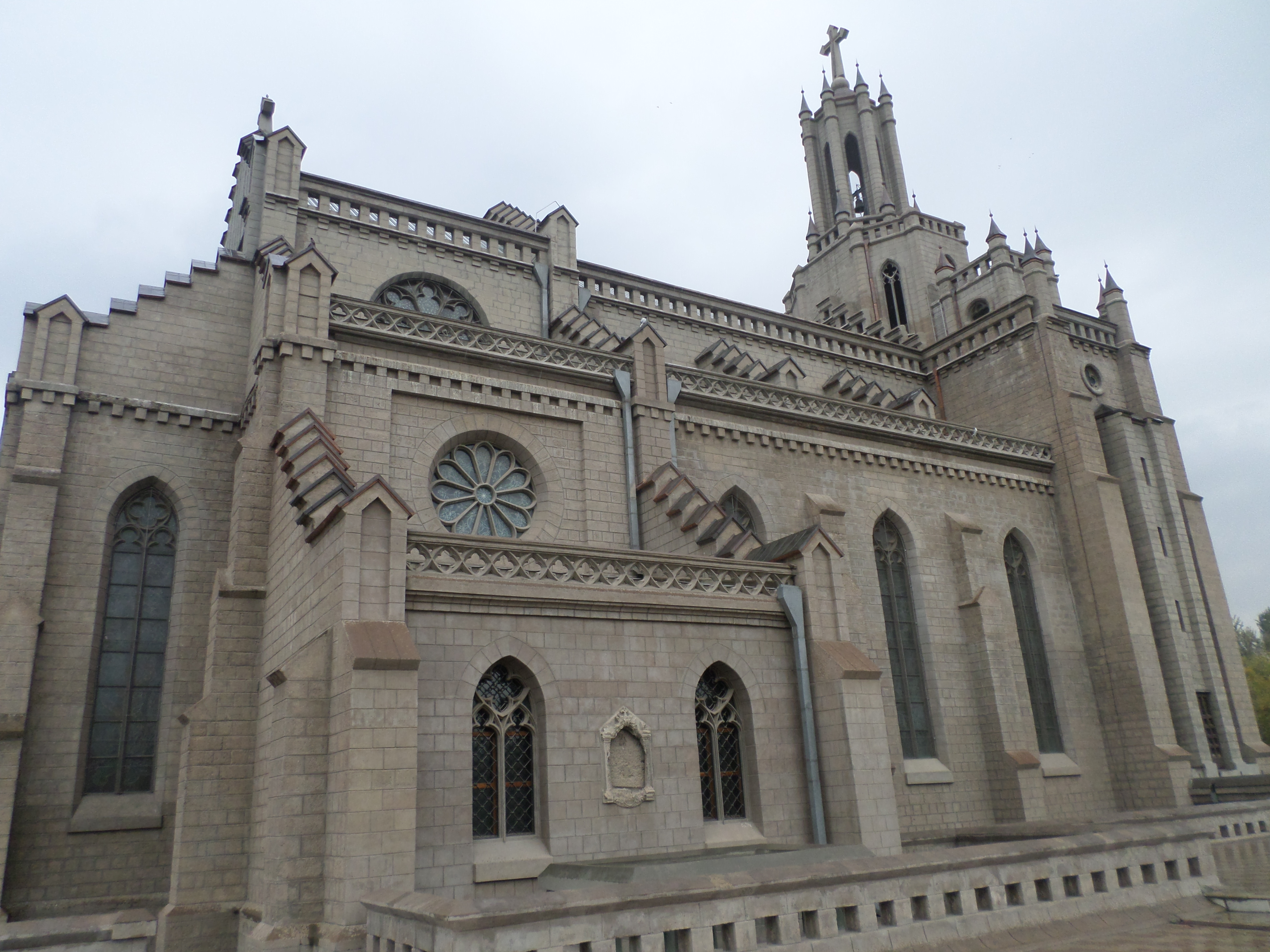
Вид сзади
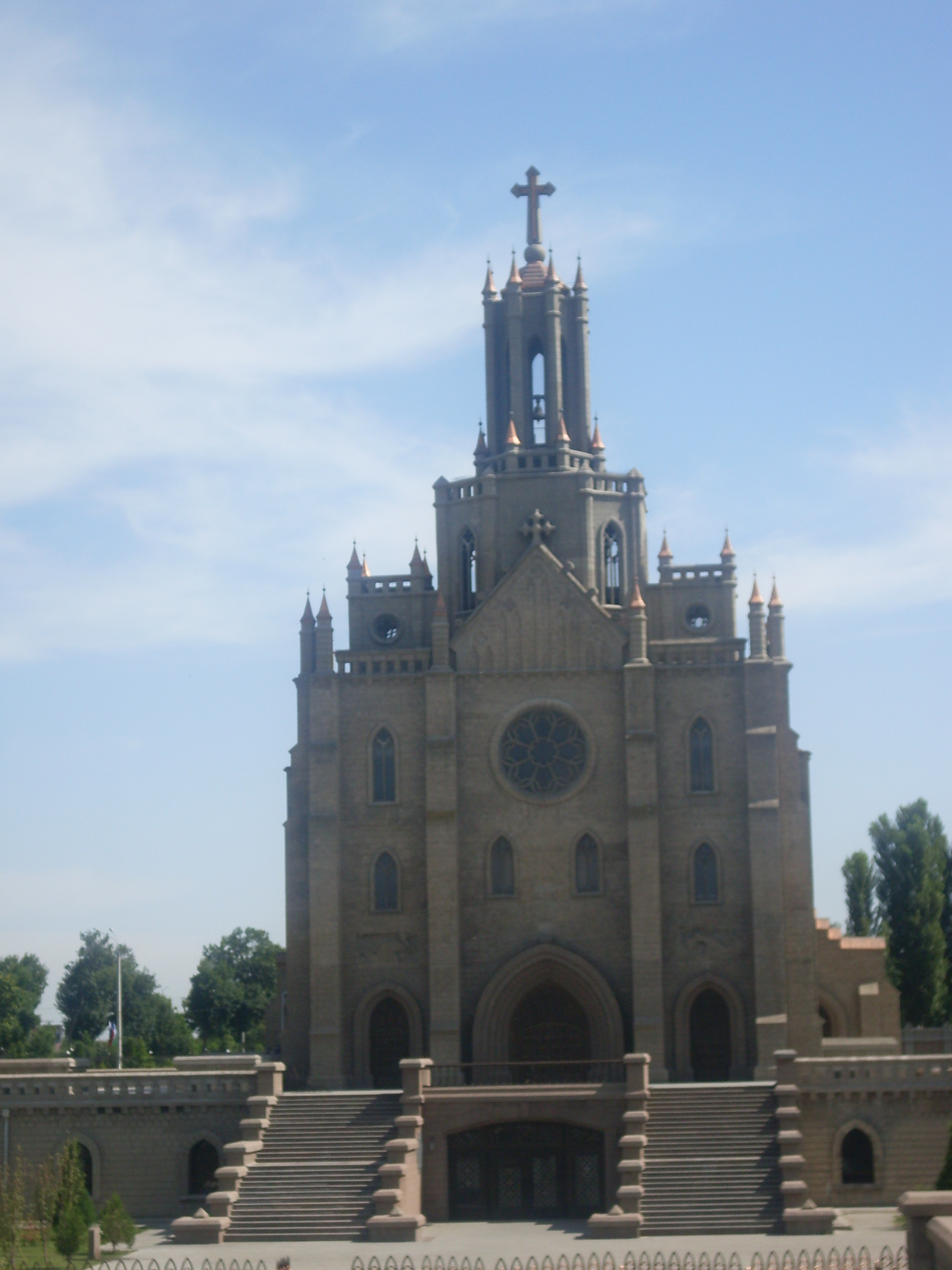
Фасад собора
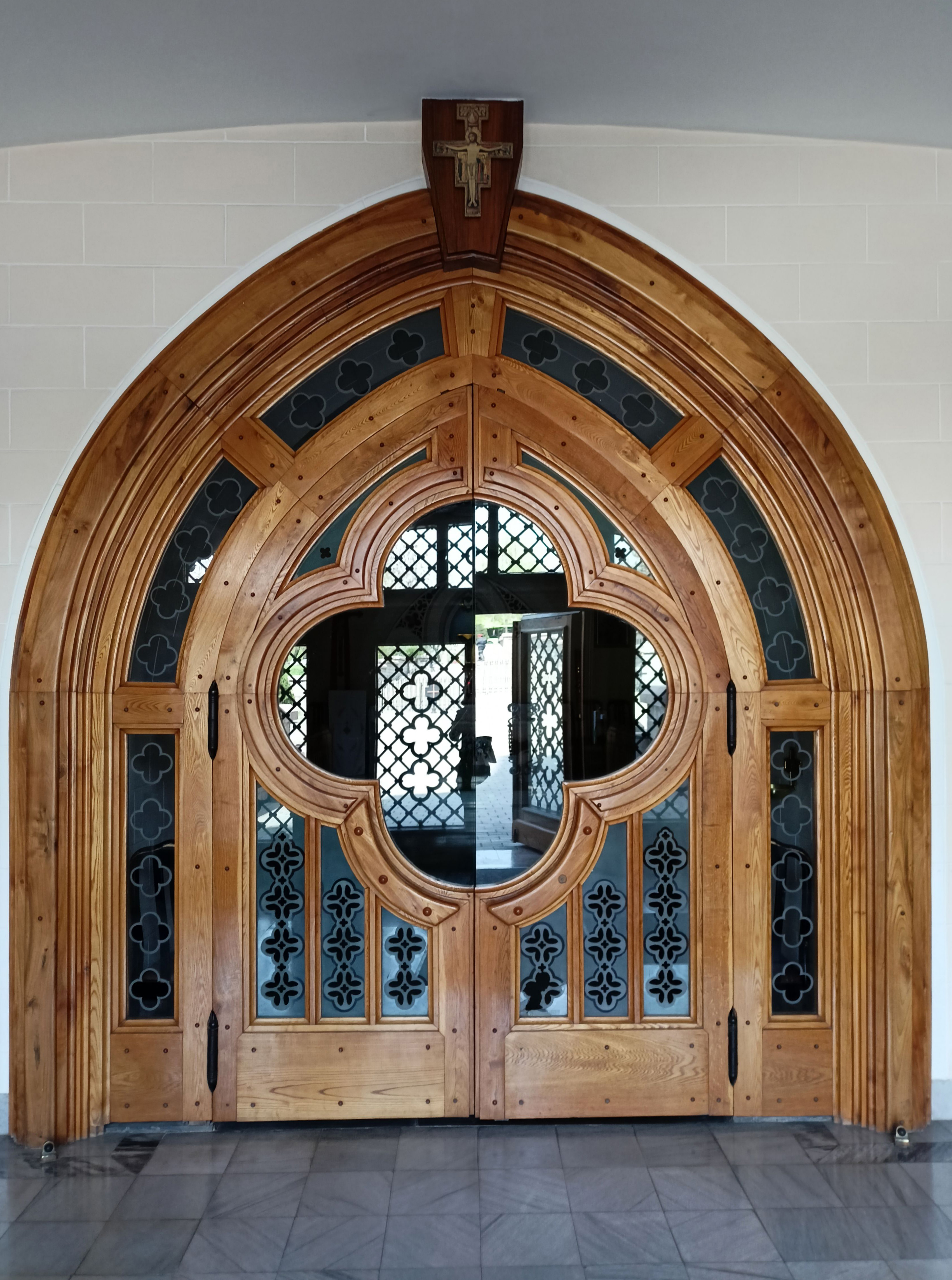
Двери часовни храма
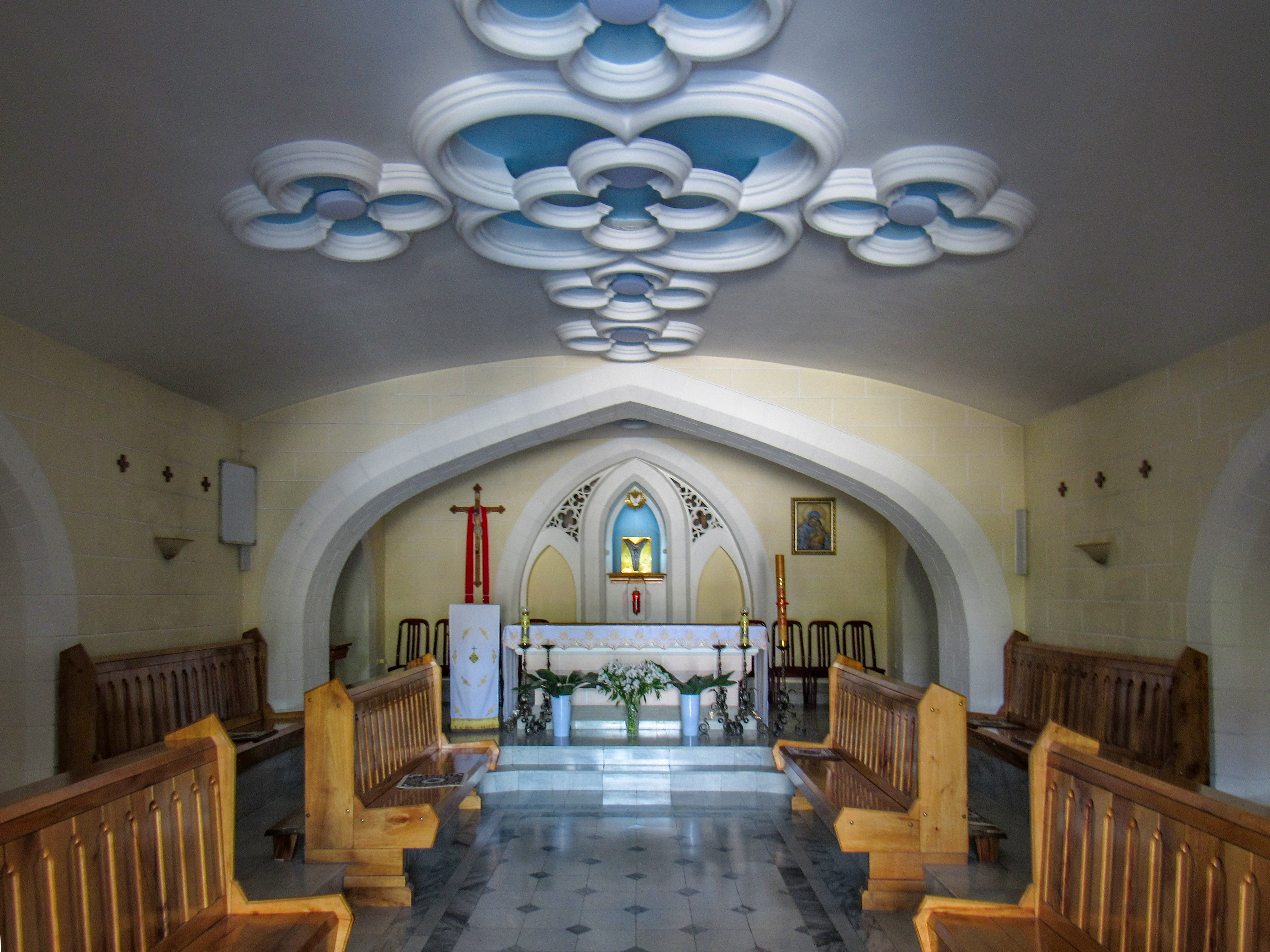
Часовня храма
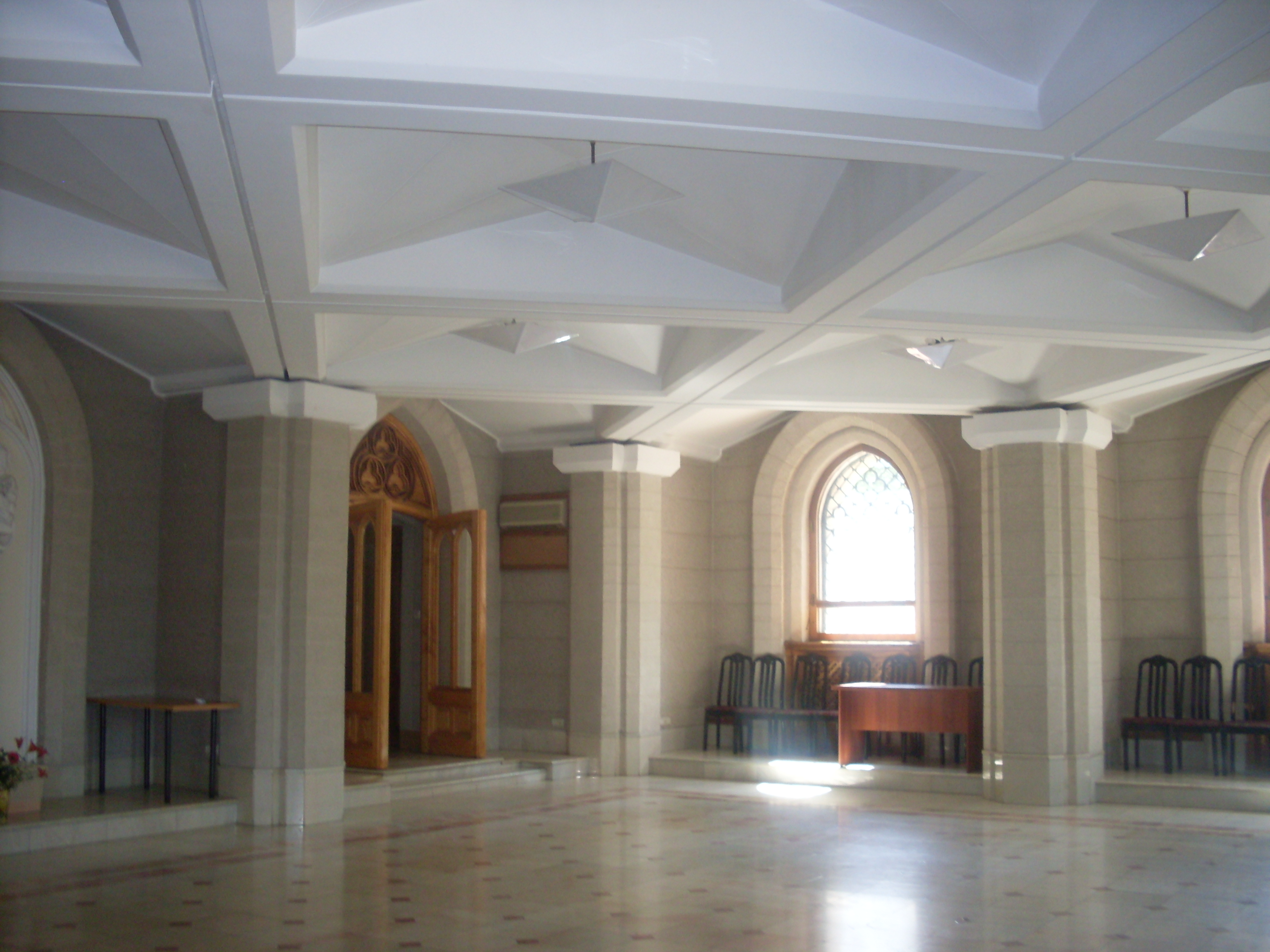
Зал святого Антония Падуанского
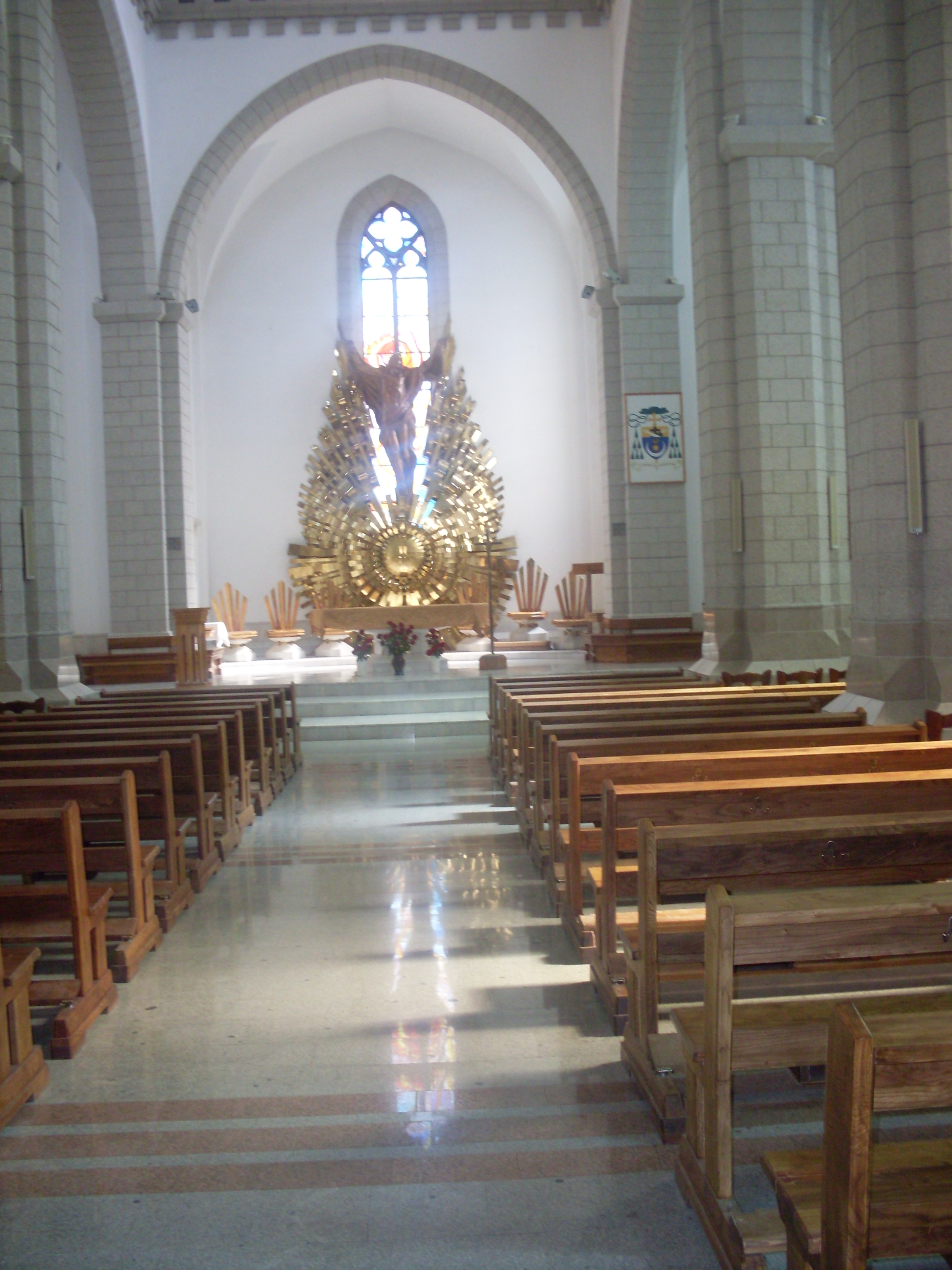
Верхняя церковь (интерьер)
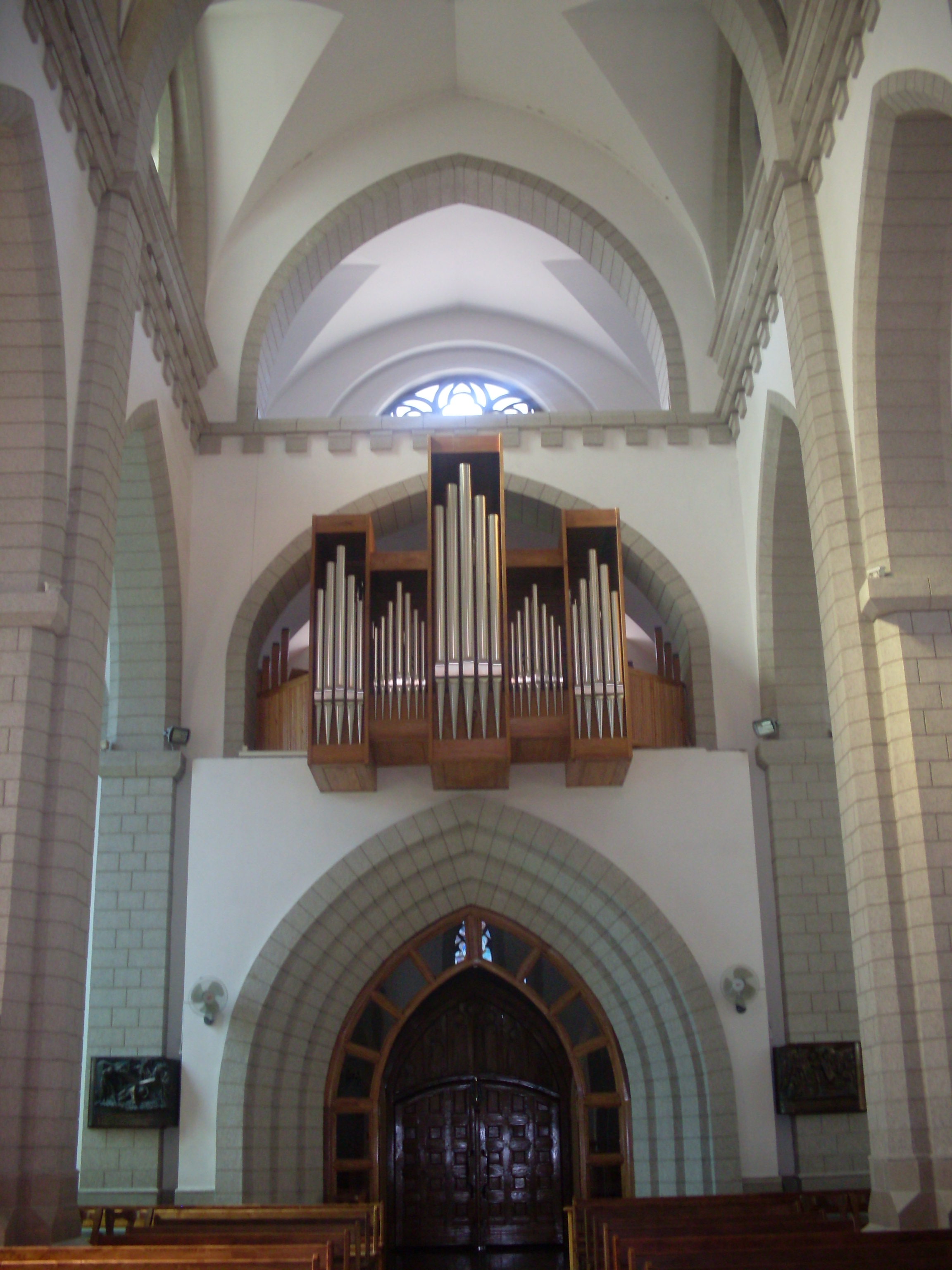
Церковный орган
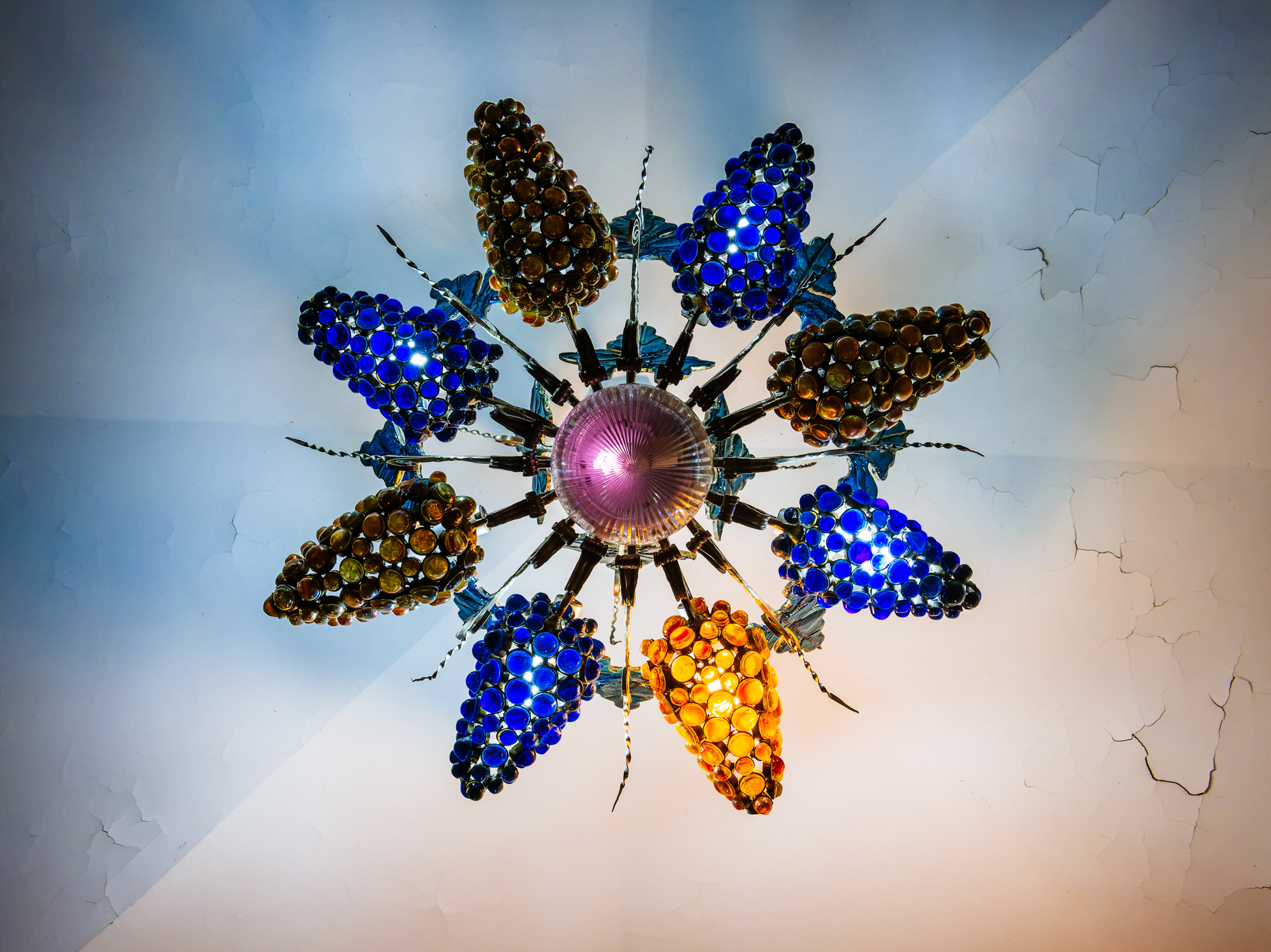
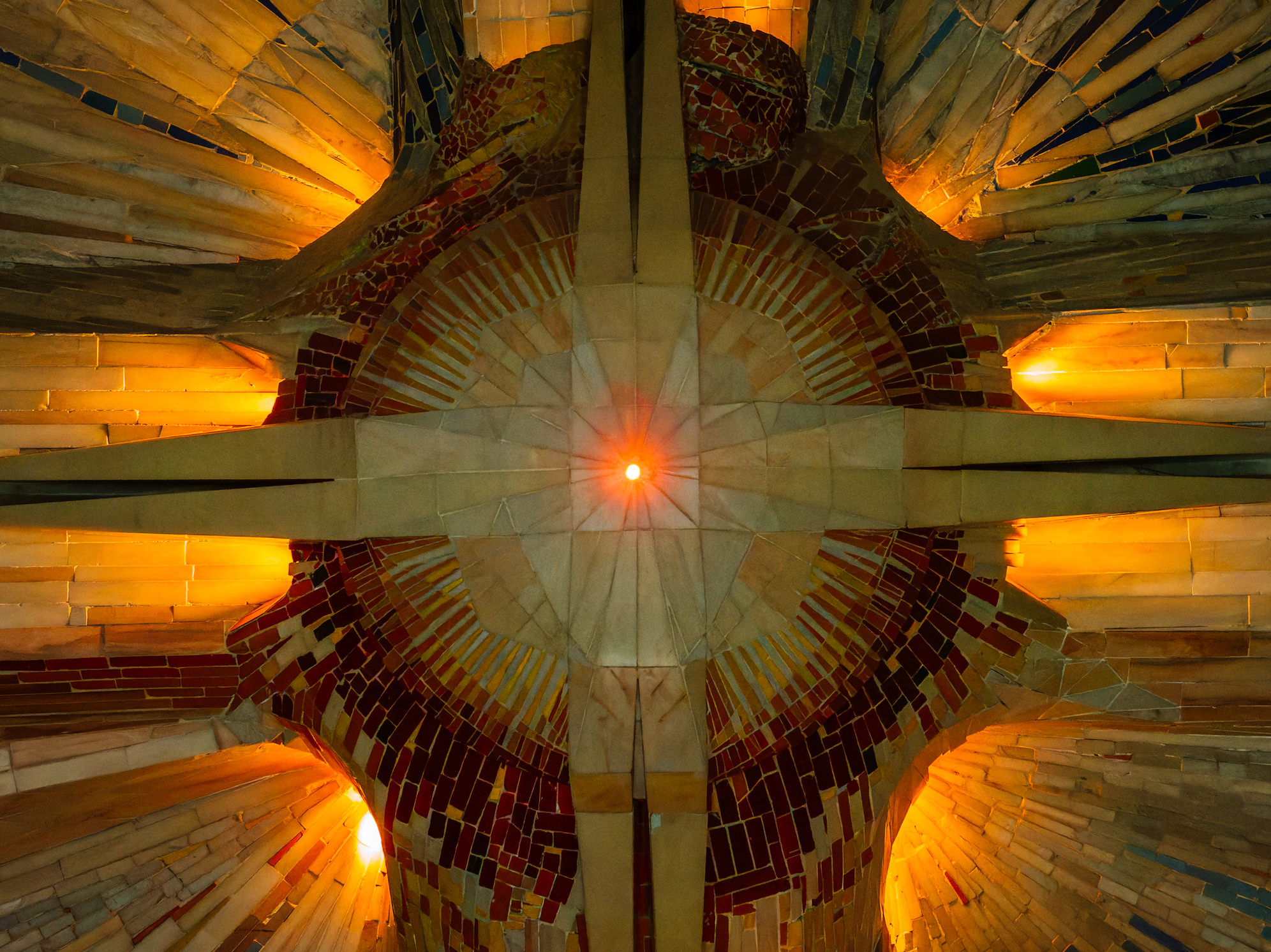
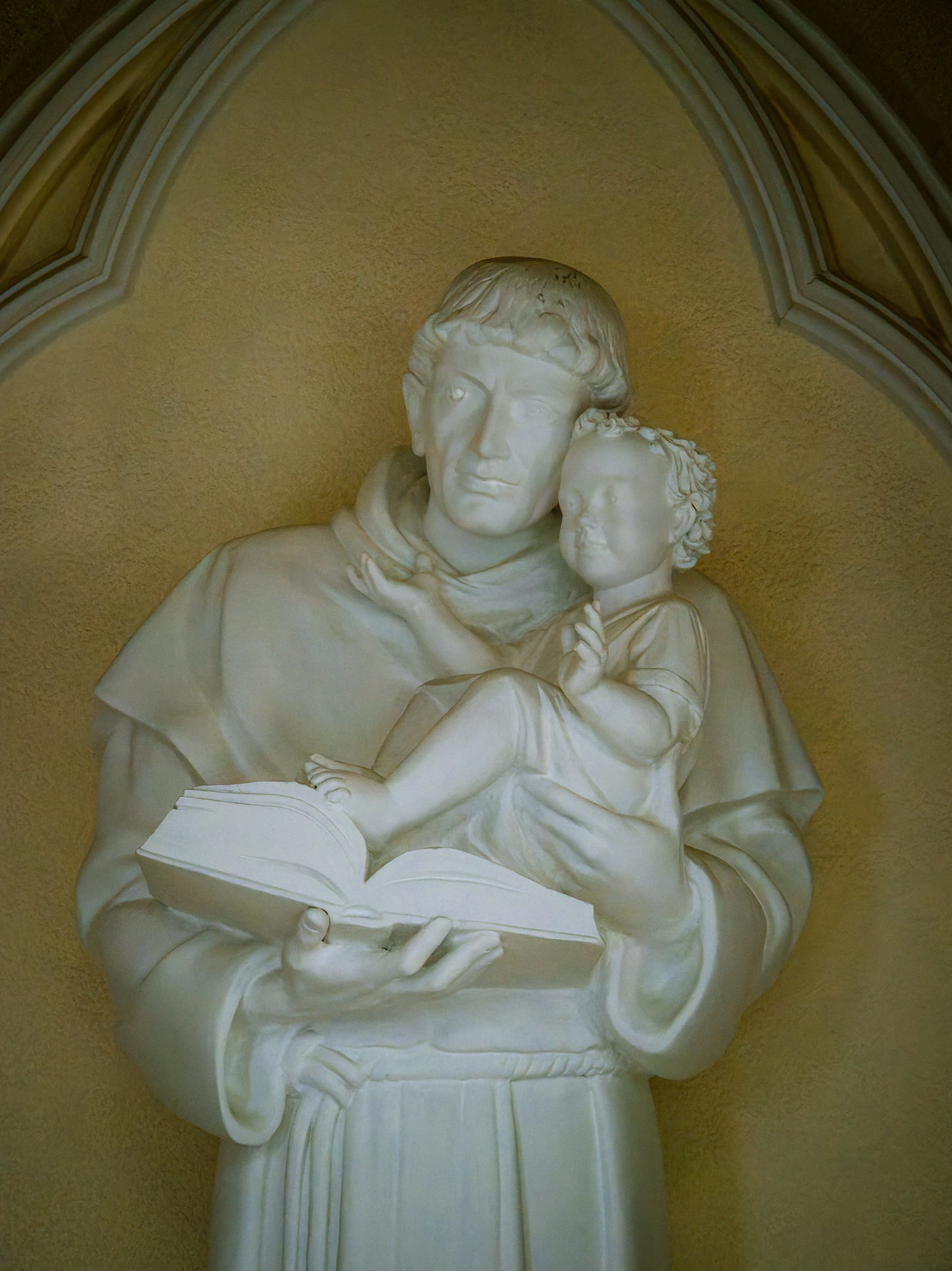
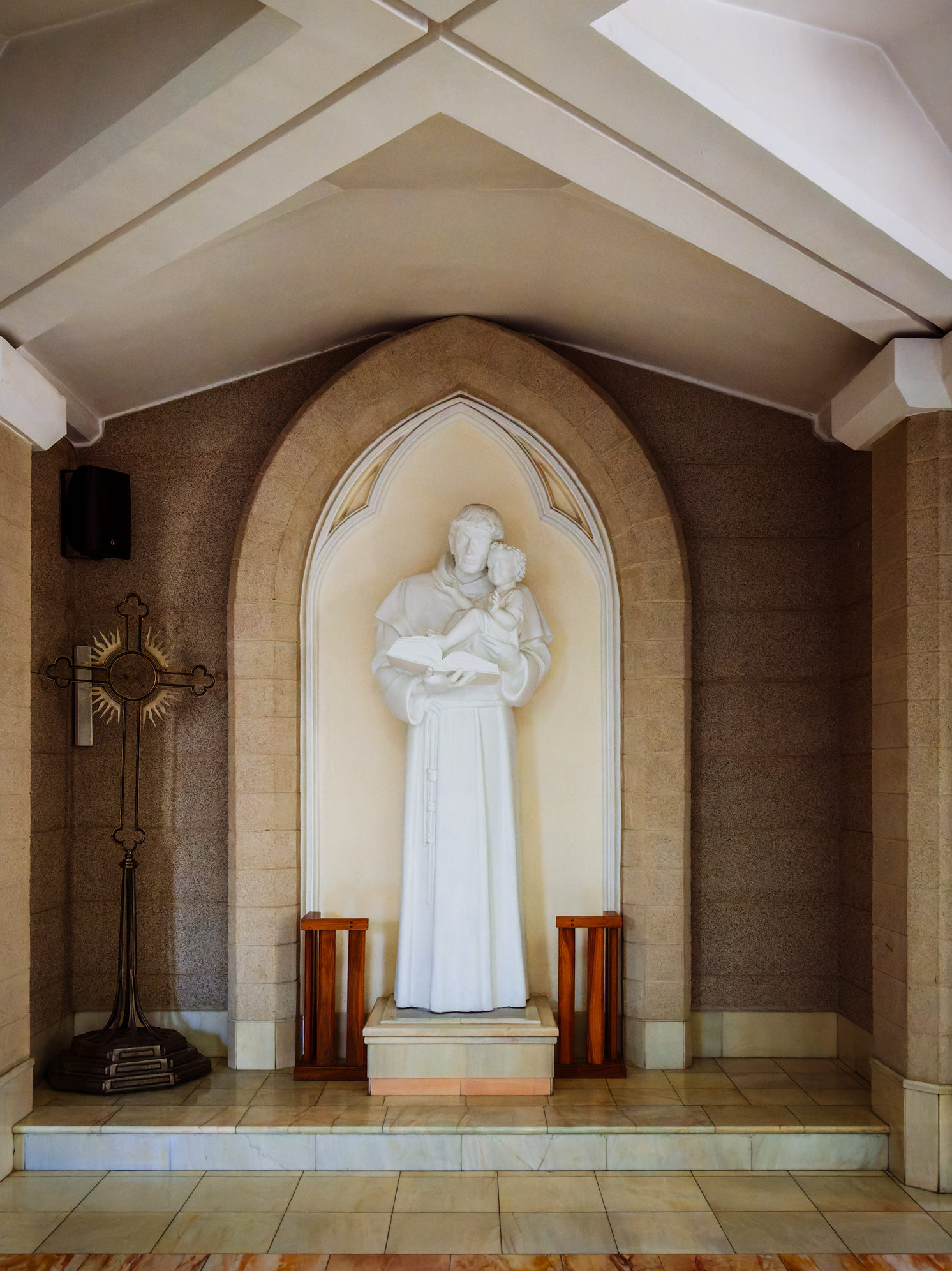
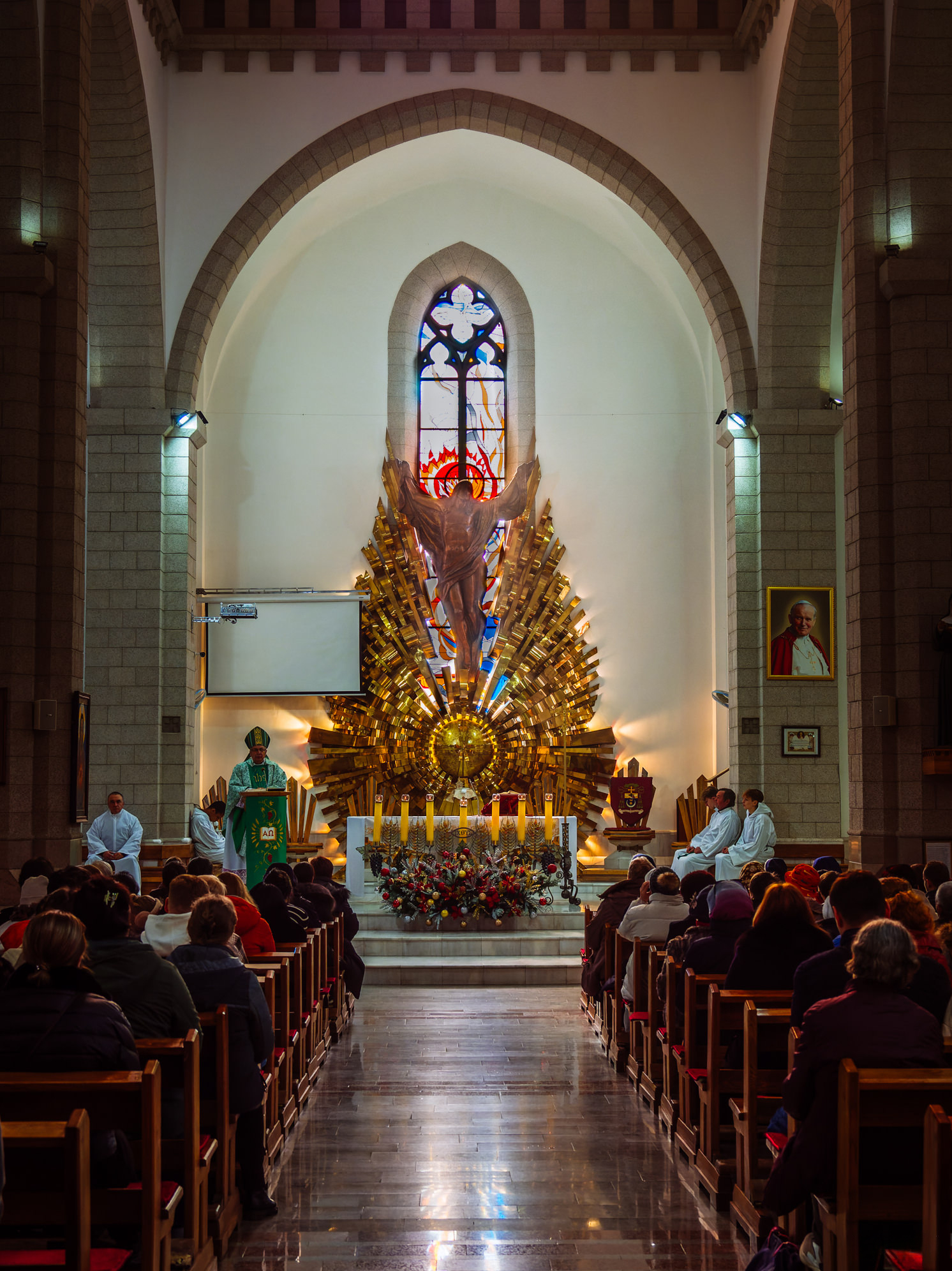
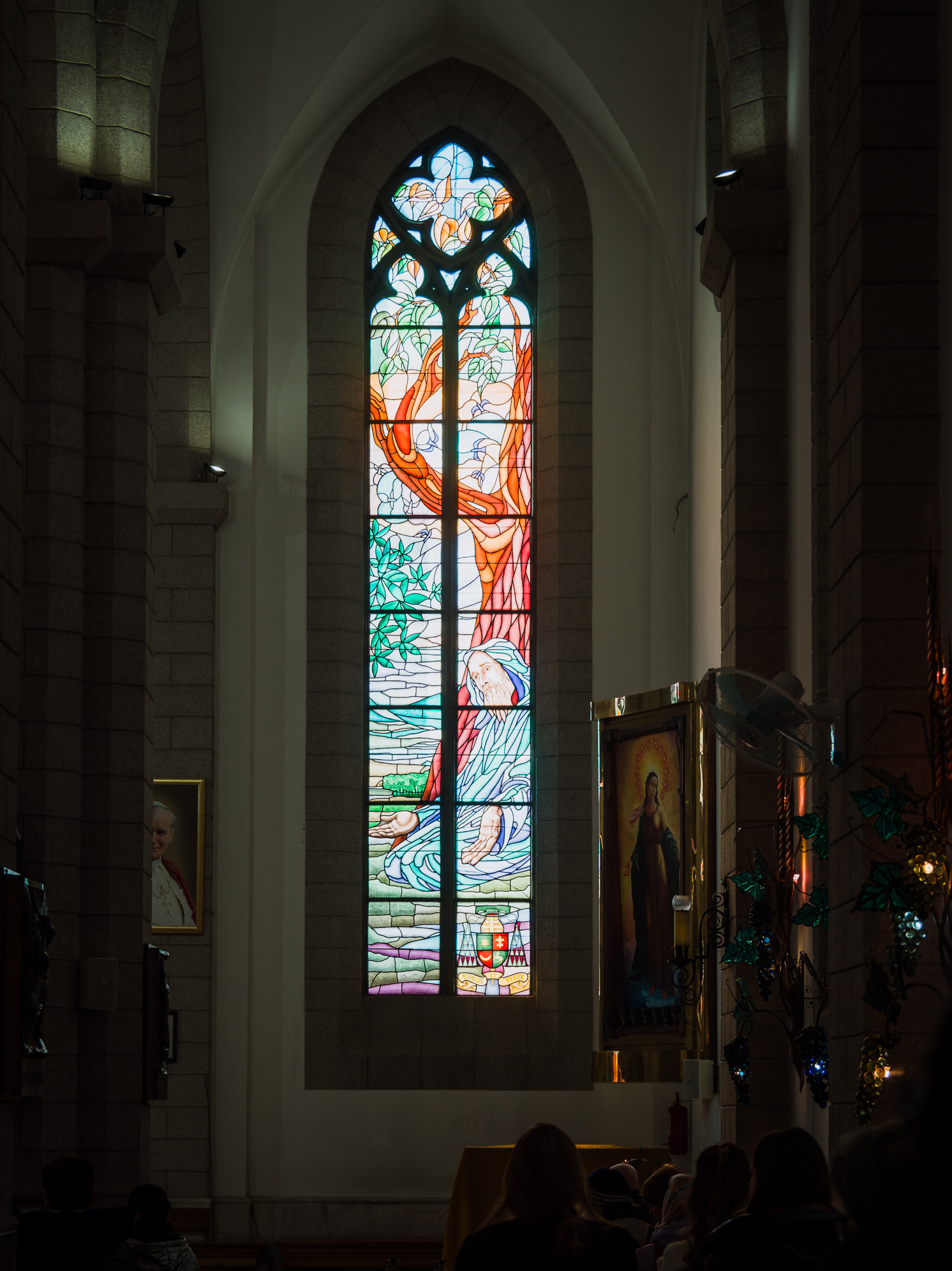
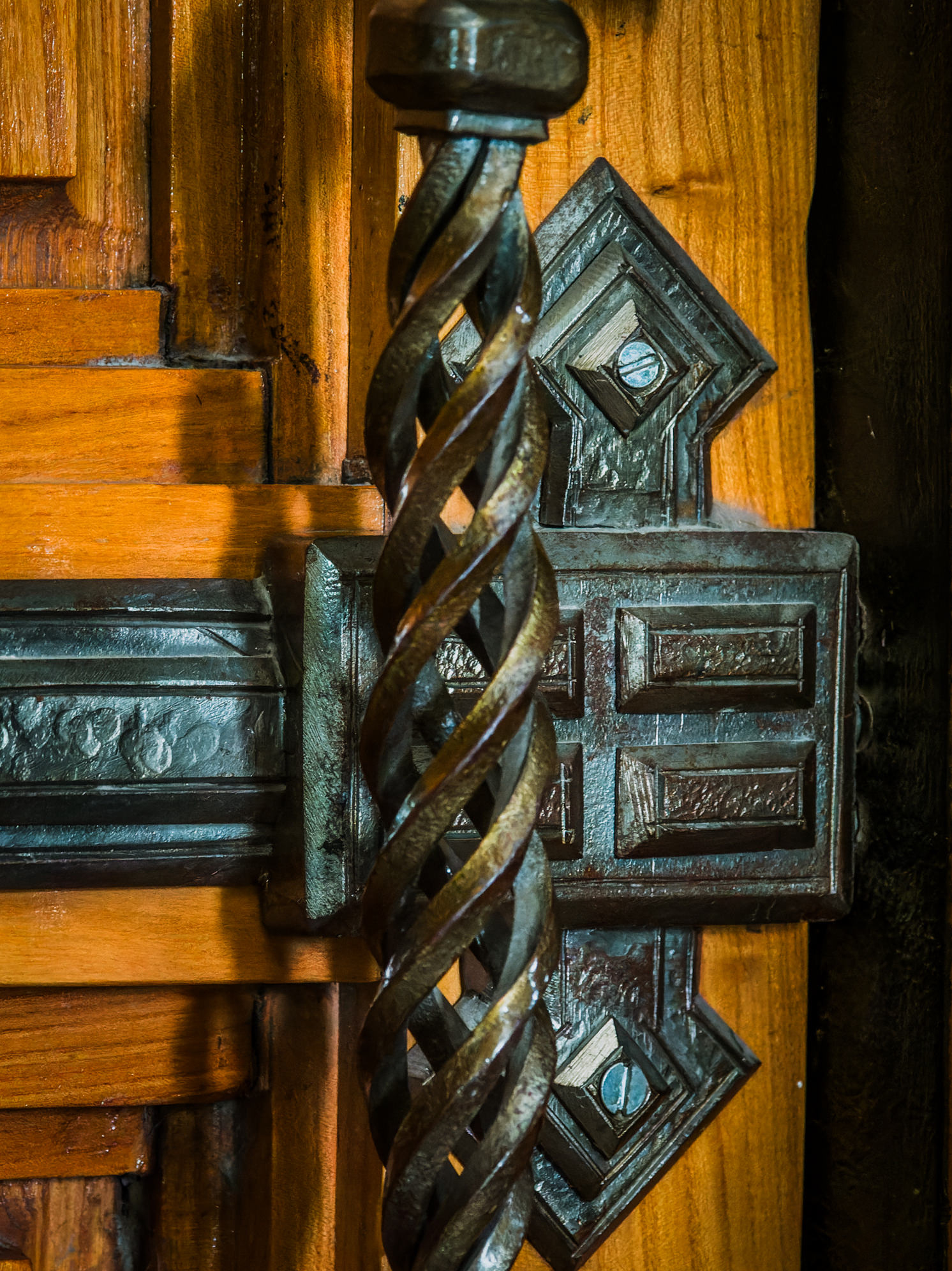
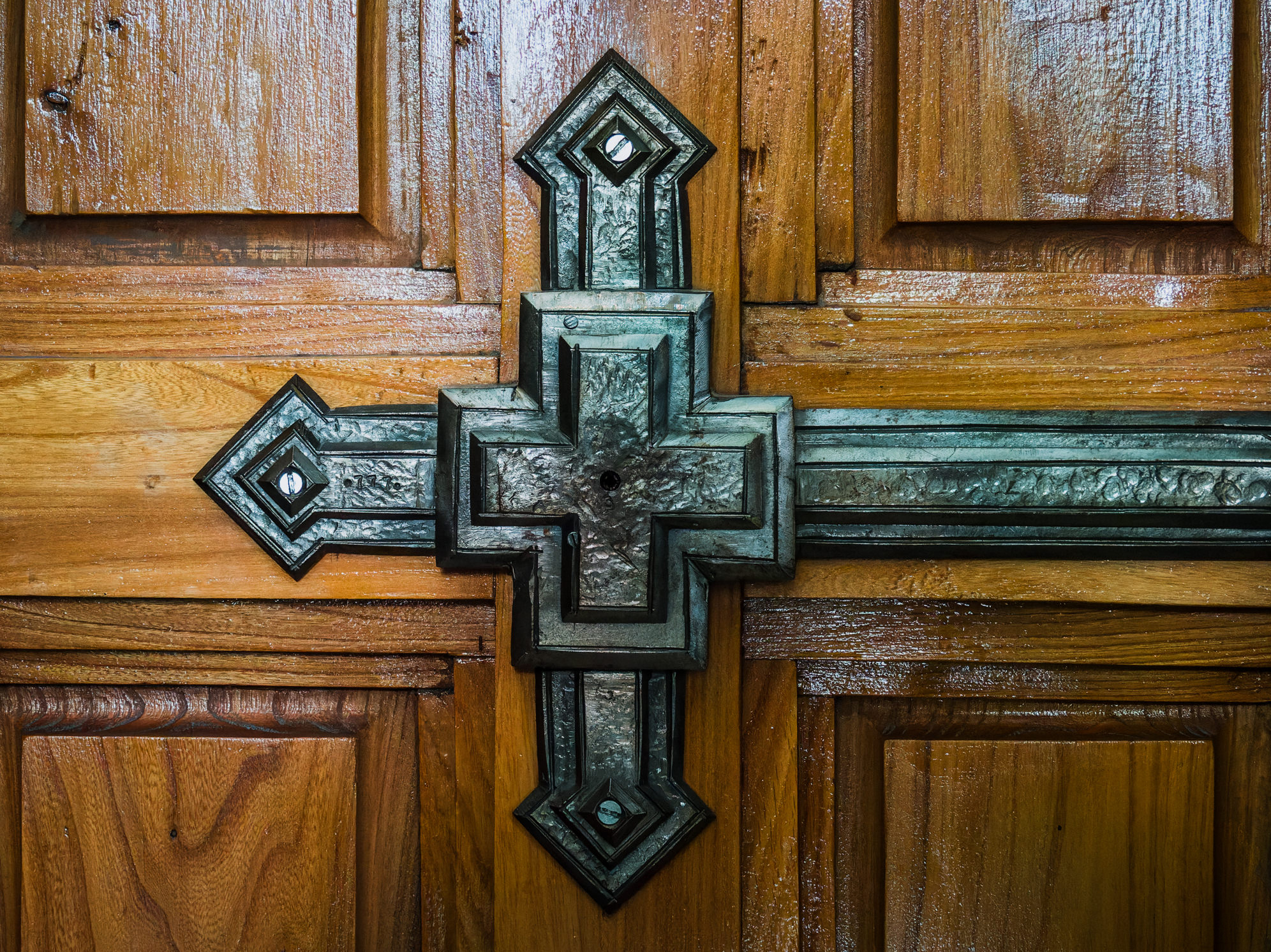
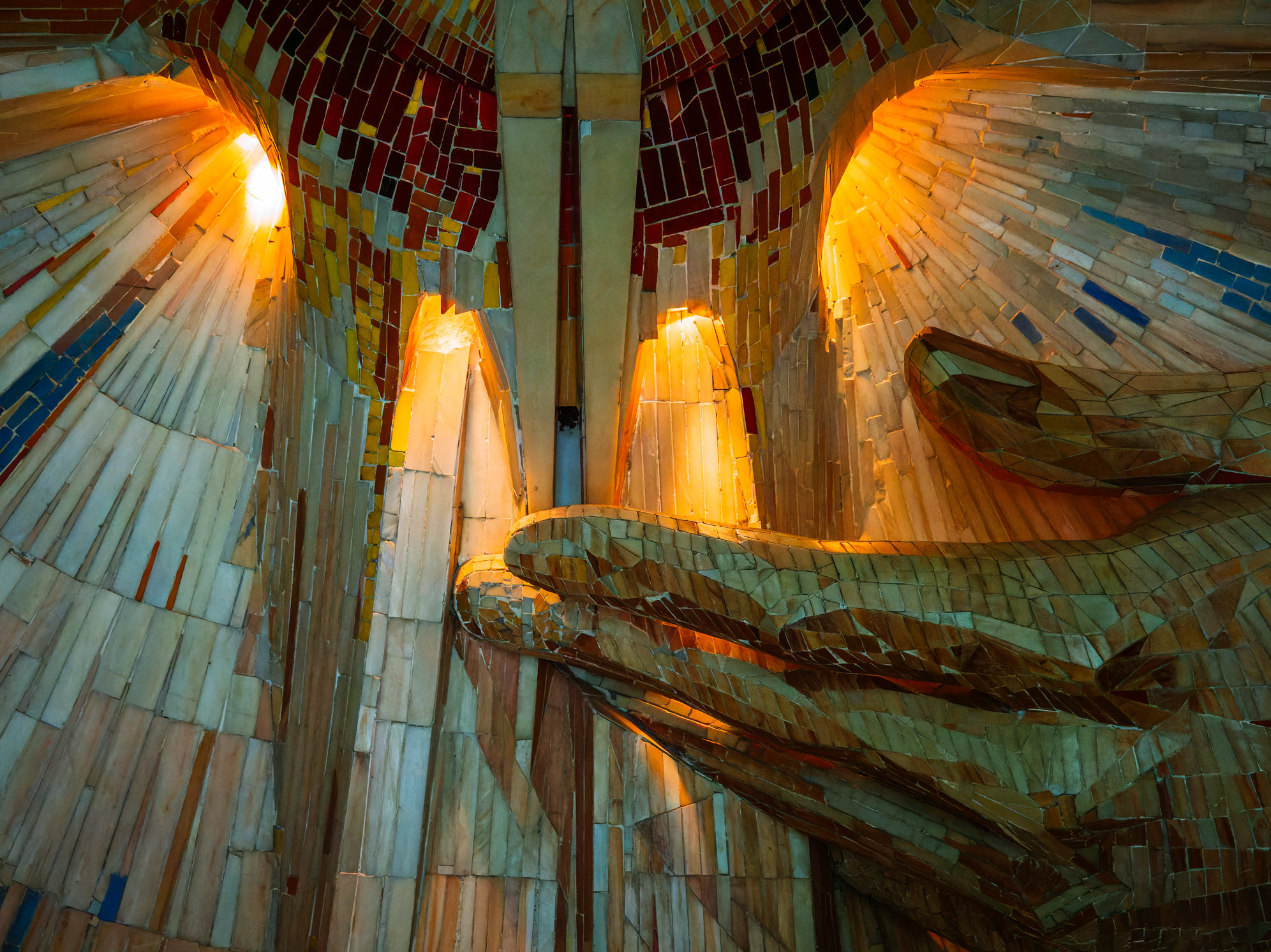
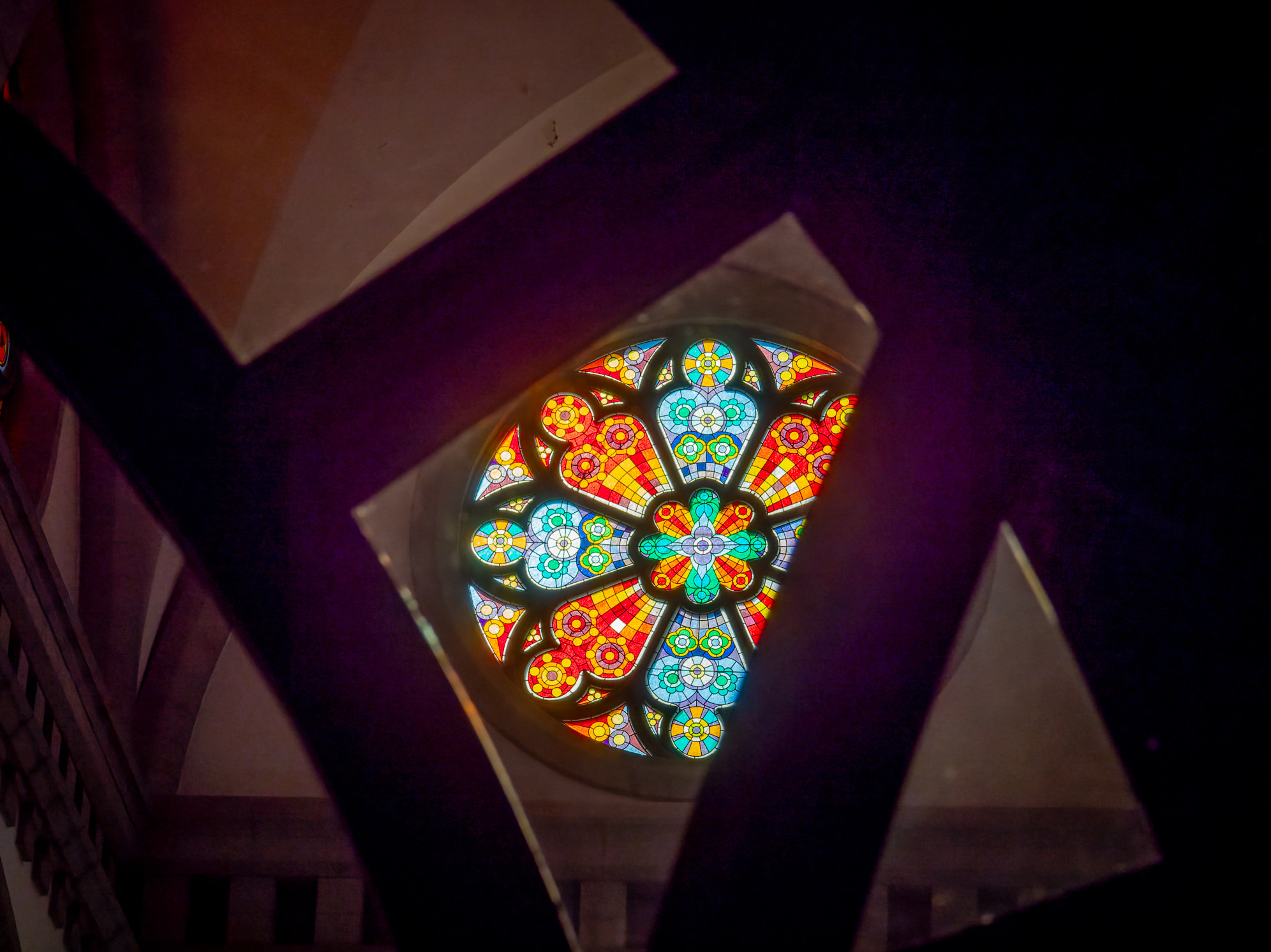
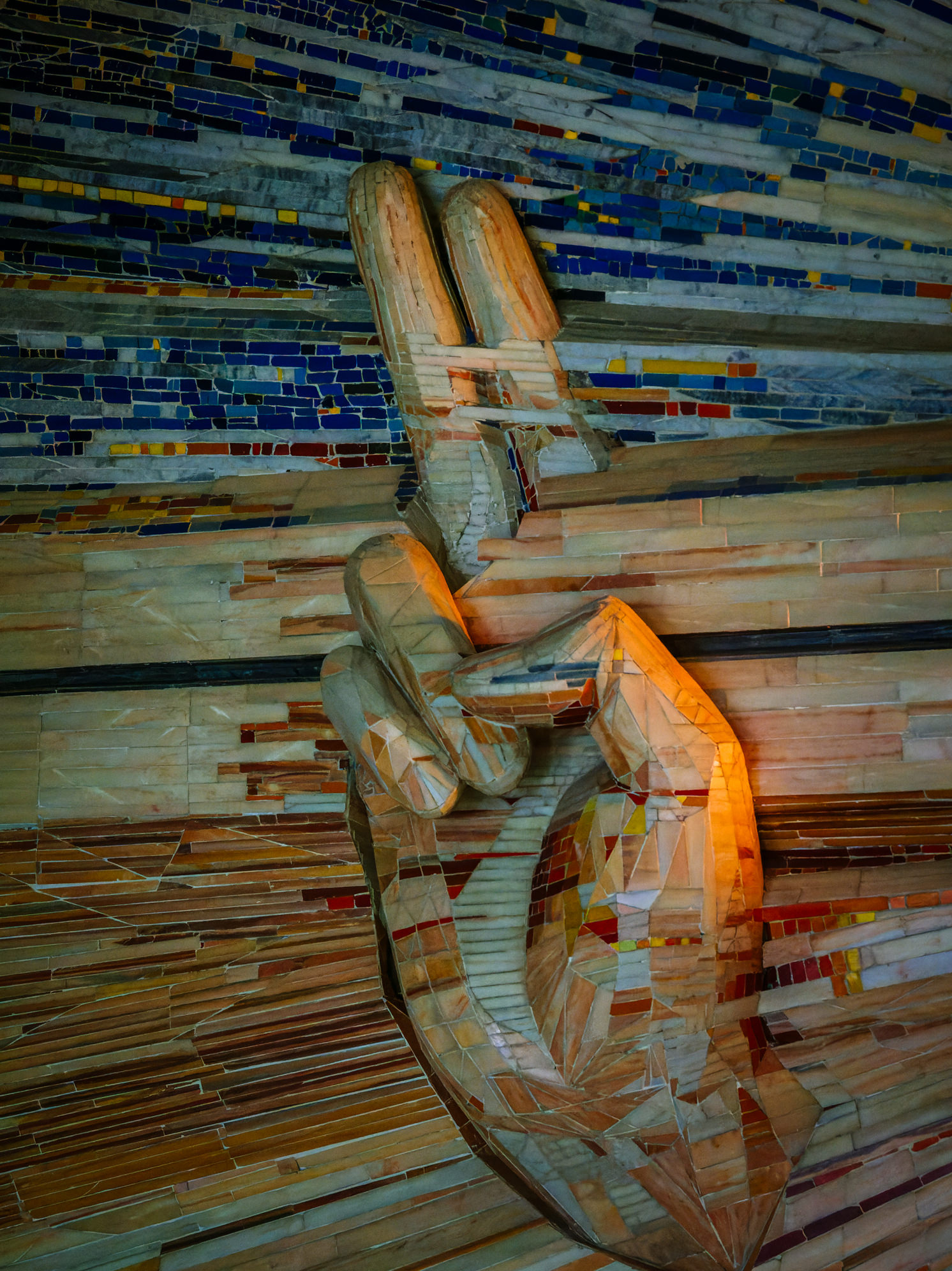
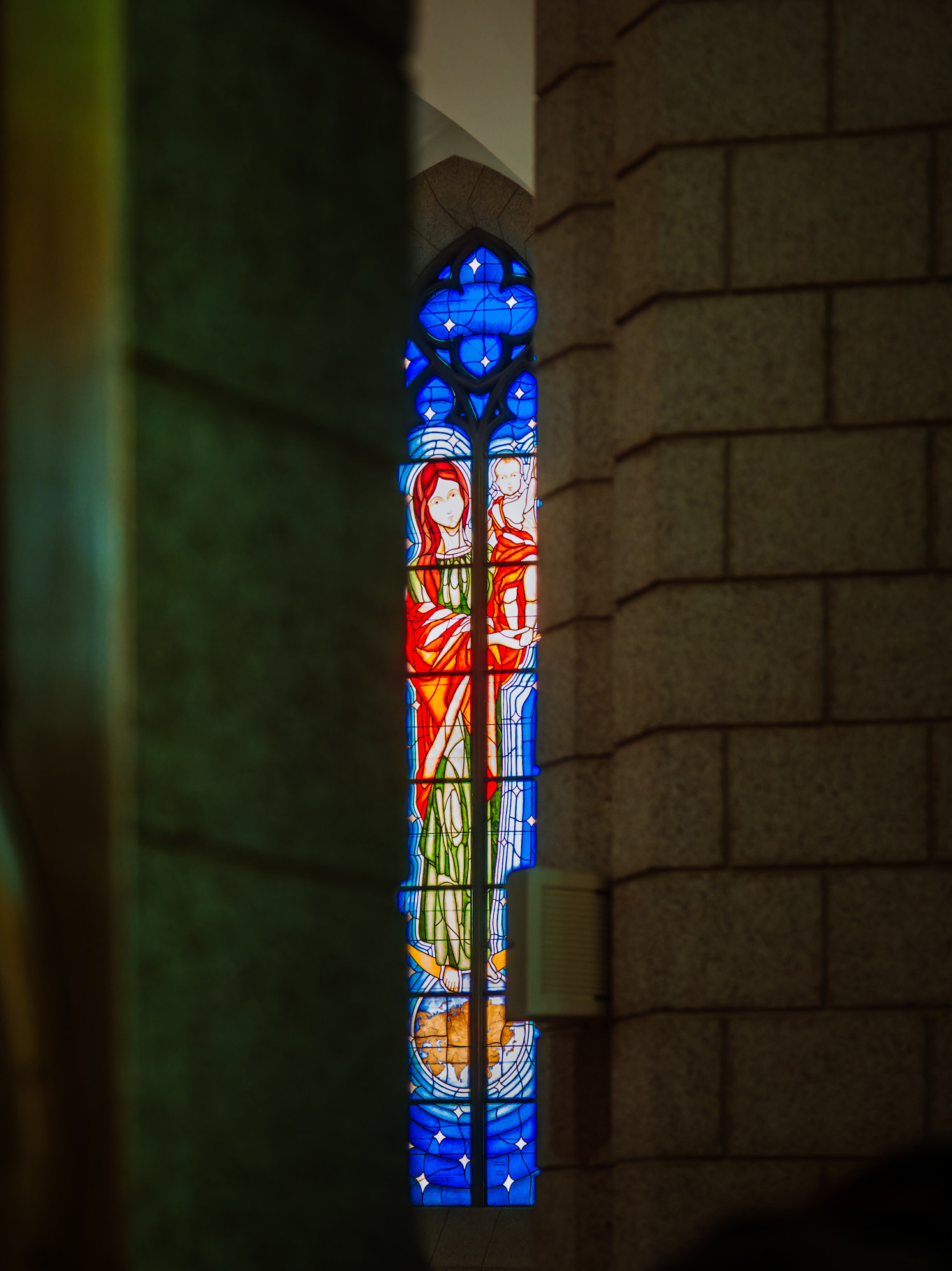
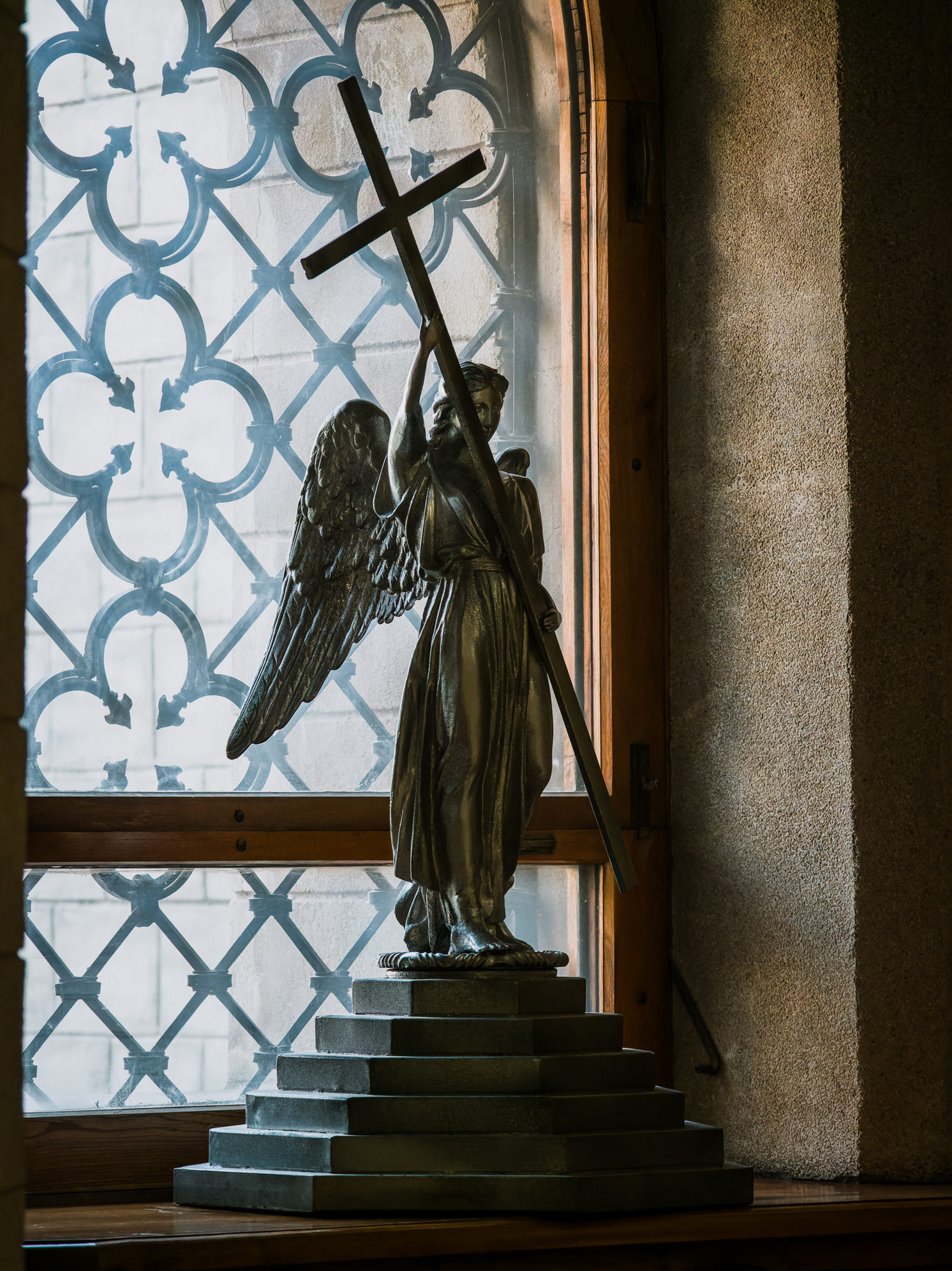
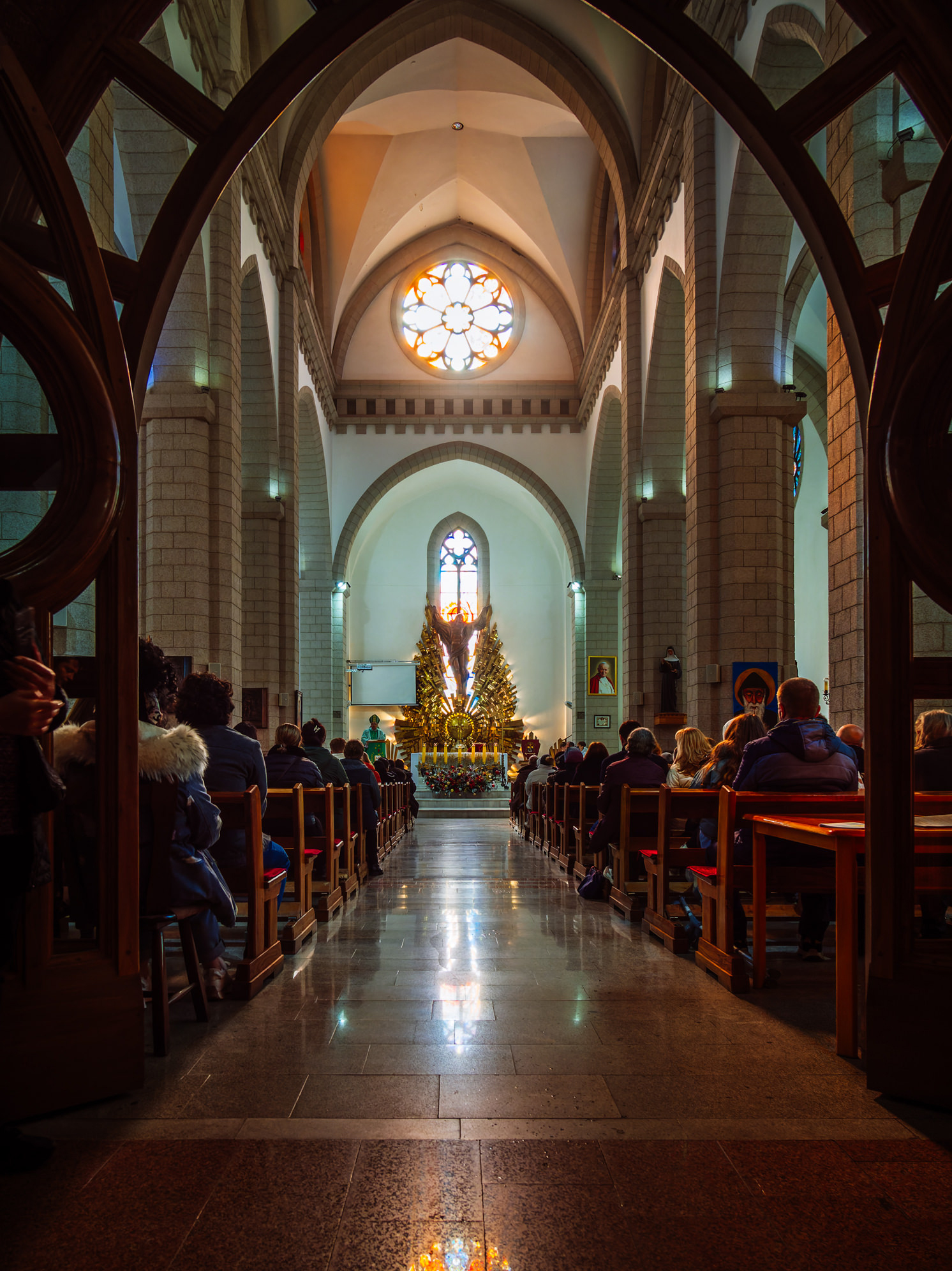
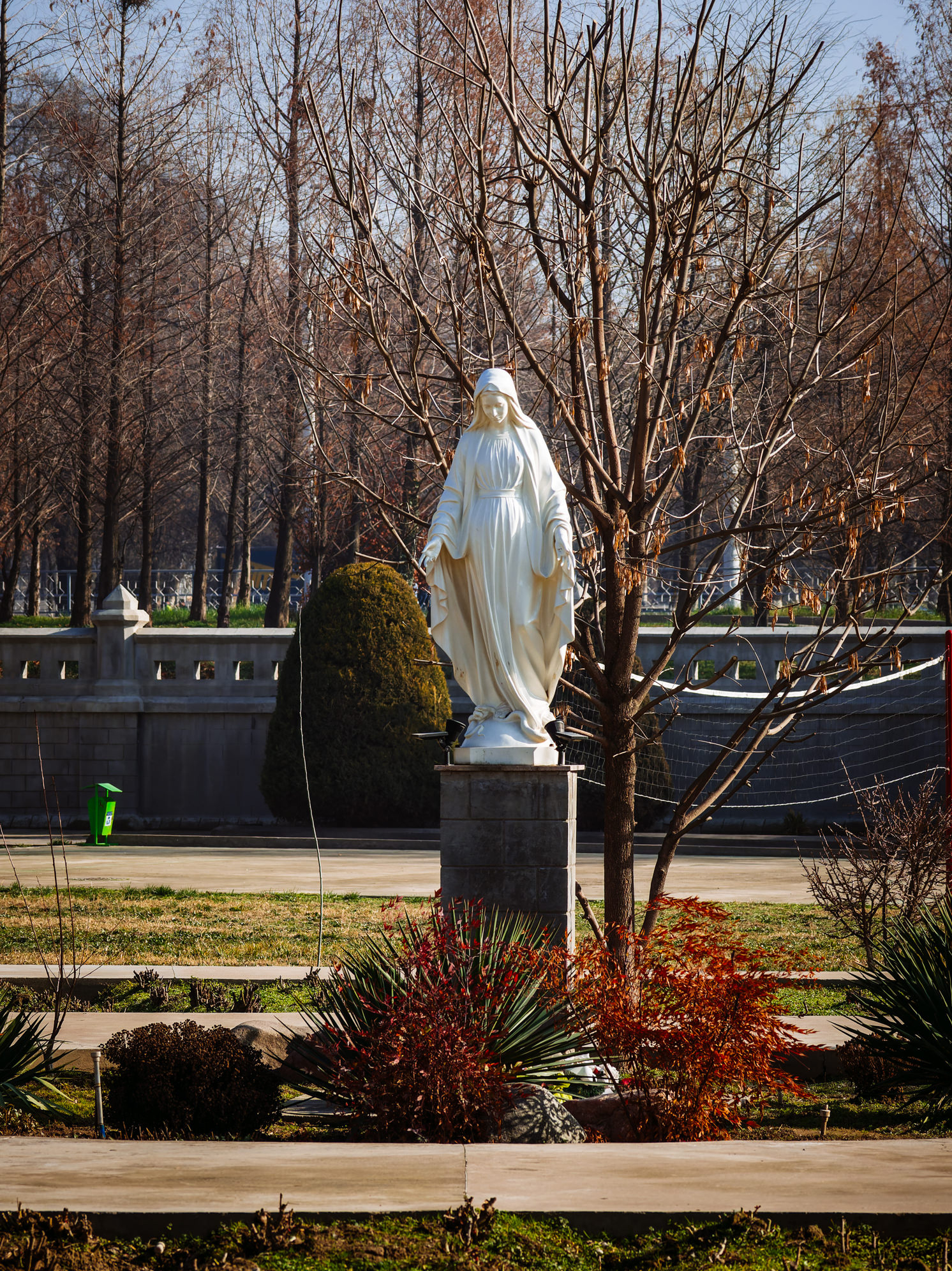